# Medalja za Balkanske ratove
Medalja za Balkanske ratove, ustanovljena 1913. godine, oblik ordena je identičan malteškom krstu, na licu lik Kralja Nikole oivičen lovorovim vijencem a iznad njega crnogorska kruna i natpis 1912., na naličju medaljon s ugraviranim stihom Onam',onamo:Onamo pokoj dobiću duši... a iznad njega dvoglavi crnogorski orao i inicijali N.I. (Nikola Prvi), dok je u drugoj seriji ovoga odlikovanja na licu tekst Nikola I. Kralj Crnogorski a na naličju crnogorski vojnik s  barjakom pored topa i tekst Za osvetu Kosova 1912-1913.